# Guibourtia confertiflora
Guibourtia confertiflora är en ärtväxtart som först beskrevs av George Bentham, och fick sitt nu gällande namn av Emery Clarence Leonard. Guibourtia confertiflora ingår i släktet Guibourtia och familjen ärtväxter. Inga underarter finns listade i Catalogue of Life.